# Киркисани, Абу Юсуф Якуб
Абу-Юсуф Якуб Киркасани (араб. أبو يوسف يعقوب القرقسانی‎) — караимский философ
, богослов и экзегет X века.

## Биография
Киркисани получил свое прозвище по местности Каркасан, близ Багдада. Писал он в 20-х и 30-х годах X века; таким образом, он был младшим современником Саадии Гаона. Из обстоятельств его жизни известно лишь то, что он много путешествовал не только по Ираку (Вавилонии), но бывал также в Персии и Индии и везде наблюдал обычаи стран, после чего воспользовался своими наблюдениями для объяснения Священного Писания. Так, например, для объяснения, почему Мордехай не хотел кланяться Аману, Киркисани приводил обычай индийцев изображать на своих верхних платьях богов-идолов и свои святыни, как он это видел в Индии. «Вероятно, — говорит Киркисани, — Гаман также носил платье с такими изображениями».
Главной целью путешествий Киркисани являлось ознакомление на местах с религиозным состоянием своих единоверцев-караимов, которые в то время раздробились на множество мелких сект и толков. Он сообщил, как очевидец, о караимах в Джебале (древней Мидии), Багдаде, Басре, Исфагани, Тустере (Шустере), Хорасане и т. д. Относясь с великим почтением к личности Анана и признавая его заслуги как основателя караимского вероучения, Киркисани, однако, весьма часто критиковал толкование Святого Писания и религиозные постановления, заключающиеся в анановской «Книге законов» (или иначе «Книге предписаний»), равно как и мнения ананитов.
Киркисани считают автором следующих трудов, написанных по-арабски: «Китаб аль-Анвар вал-Маракиб» (כתאנ אלאנואר ואלמראקנ, «Книга светил и наблюдательных пунктов»), «Китаб аль-Риад вал-Хадаик» (כתאנ אלריאץ ואלחדאיק, «Книга садов и цветов», толкования мест Пятикнижия, не касающихся законов), «Тафсир Аюб» (תפסיר איונ, комментарий на Книгу Иова), «Тафсир Когелет» (תפסיר קהלת, комментарий на книгу Экклезиаста), «Китаб аль-Таухид» (כתאנ אלתוחיד, Книга о единобожии), «Китаб фи аль-Каул ала аль-Тарджама» (כתאנ פי אלקול עלי אלתרגמה, «Книга о переводе Священного Писания с еврейского на другие языки»).
Первое и самое главное сочинение автора «Книга светил» разделяется на следующие 13 отделов: первый отдел — введение, состоящее из 19 глав (этот отдел, включающий обзор всех еврейских сект, известных автору, издан в «Записках восточного Отдела Археологического общества», том VIII); второй отдел состоит из 28 глав и трактует необходимость исследования и критики в религиозных делах; третий отдел включает в себя 25 глав и содержит возражения против разных иноверческих сект; четвертый — 68 глав, где говорится о способах для достижения знания законов (о номоканонических правилах); пятый — 40 глав, о законах обрезания и субботы; шестой — 104 главы, об остальных (кроме заповеди о субботе) девяти заповедях; седьмой — 21 глава, о законах, относящихся к новолунию и времени созревания хлебных растений (абиб, אנינ); восьмой — 15 глав, о празднике Шавуот и об определении времени междувечерия; девятый — 24 главы, обо всех остальных праздниках; десятый — 66 глав, о левитской нечистоте животных и людей; одиннадцатый — о запрещенных браках и о левиратном браке (женитьбе на вдове бездетного брата); двенадцатый — 42 главы, о запрещениях, относящихся к пище, одежде и посеву, и о циците (кистях на краях одежды); тринадцатый, и последний, — 14 глав, о законах наследования.
При каждом законе Киркисани приводит мнение раббанитов, своих предшественников из караимов, начиная с Анана, и мнение разных апологетов и беспристрастно, насколько это возможно для караима, дебатирует о них; благодаря этому легко увидеть, что обозначенное произведение представляет большую ценность для истории законодательства, экзегетики и догматического богословия не только караимов, но и других древних и средневековых религиозных течений. Вот почему некоторые еврейские ученые, которым было известно про Киркисани, говоря о караимских авторитетах, ставят его на первый план после Анана. Так, историк Авраам ибн-Дауд в «Сефер ха-Каббала» говорит: «Ни Анану, ни Каркасани, главам ереси», а также египетский раввин, младший современник р. Иосифа Каро, р. Яков Кастро, в своих респонсах: «Из двух авторитетных поским (децизоров), на которых караимы полагаются, Анана и Каркасани».
Киркисани часто полемизировал с древними раввинами, особенно напирая на агадические изречения и мистические произведения, и с современниками, Саадией Гаоном и Яковом бен-Эфраим из Палестины, составителем комментария на иерусалимский Талмуд. Некоторые возражения Саадии безымянным караимским писателям направлены, по-видимому, и против Киркисани. По той причине, что византийские, а за ними позднейшие египетские караимские авторы ошибочно называли Киркисани Иосифом вместо Якова, его часто смешивали с жившим столетием позже Иосифом аль-Басиром (Гароэ). Существует в рукописях Императорской публичной библиотеки извлечение из двух названных сочинений Киркисани, составленное неким Моисеем бен-Соломон Гасикни.